# Epidendrum macroophorum
Epidendrum macroophorum är en orkidéart som beskrevs av Eric Hágsater och Dodson. Epidendrum macroophorum ingår i släktet Epidendrum och familjen orkidéer. Inga underarter finns listade i Catalogue of Life.